# Проспект Шаумяна
Проспект Шаумя́на — проспект в Санкт-Петербурге, на Малой Охте, проходящий от Красногвардейской площади до Гранитной улицы. Назван в память об одном из 26 бакинских комиссаров Степане Георгиевиче Шаумяне (1878—1918). На участке от Красногвардейской площади до моста Шаумяна фактически является набережной Охты.

## История переименований
Современное название проспекта появилось на карте Ленинграда в феврале 1941 года, когда Малый проспект, отходивший от Новочеркасского проспекта у улицы Помяловского в сторону Малоохтинского кладбища был переименован в честь Шаумяна. 14 июля 1965 года проспект был продолжен до Республиканской улицы присоединением к нему Чувашской улицы (с 1900 года до 27 февраля 1941 года называвшейся «Новой улицей»). В начале 1960-х годов проспект был снова продолжен в южном направлении до Гранитной улицы, при этом он пересёк Митрофановскую улицу (ныне это часть Заневского проспекта) и включил в себя часть Киновеевского проспекта (до 1904 года называвшегося «дорога на дачу Прево») и Крохинскую улицу. С 16 октября 1978 года исходная часть магистрали от Новочеркасского проспекта до Республиканской улицы перестала называться «проспектом Шаумяна», а это название перешло на участок, продолжающий проспект через мост Шаумяна на север до Красногвардейской площади и включивший в себя часть Магнитогорской улицы, проходящую по правому берегу реки Охты.

## Достопримечательности

### Завод «Знамя Труда»
Завод «Знамя Труда (Завод им. И. И. Лепсе с башней)» / Бизнес-центр «Шаумяна, 10»).
В комплекс завода входит здание № 11, литера А — дореволюционный корпус 1890-х годов. Несмотря на городской закон, запрещающий снос зданий, построенных ранее 1917 года, в 2020-м корпус снесли ради строительства нового жк компании «СК „Прайд“».

### Дом Малоохтинского православного братства (пр. Шаумяна, 31)
Летом 1905 года по инициативе и на средства почётного гражданина В. И. Михалёва здесь была построена двухэтажная деревянная школа для детей охтинских жителей с храмом Пресвятой Троицы. Храм, размещавшийся на втором этаже здания, сначала был приписан к церкви святой Магдалины на Малоохтинском кладбище, но в 1910 получил собственный притч. В здании братства расположилось три учреждения: Троицкая церковно-приходская школа для 35 мальчиков и 35 девочек, приют для сирот и брошенных детей (на 5 мальчиков и 15 девочек в возрасте 5—12 лет) и богадельня-убежище для трёх-пяти престарелых женщин в возрасте от 50 лет. Здесь же с 1911 года работал кружок трезвенников святого Иоасафа Белгородского. В 1913 года Михалёв и его жена в честь 300-летия дома Романовых выстроили около школы деревянную часовню святого Николая. В 1914 году на средства тех же благотворителей по проекту архитектора М. И. Серова рядом был выстроен трёхэтажный каменный дом для сиротского приюта и часовня. Здесь же братство устроило читальню и библиотеку. В годы советской власти всё это было упразднено и снесено.

### Памятник К. К. Гроту (пр. Шаумяна, 44)

Памятник К. Гроту во дворе школы-интерната № 1 имени К. К. Грота для незрячих и слабовидящих детей в Ленинграде

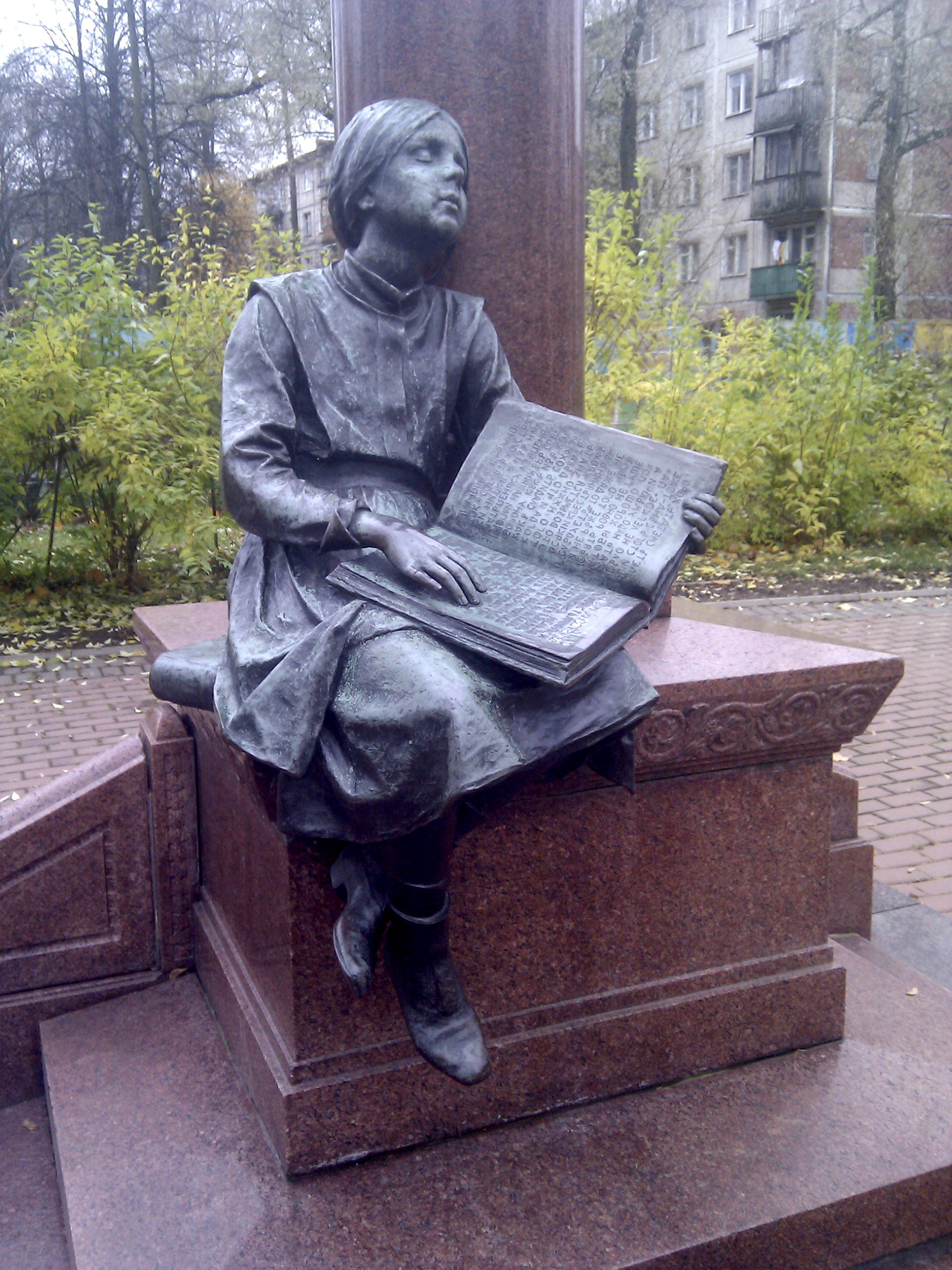
Незрячая девочка с книгой (фрагмент памятника К. Гроту)

В сквере школы-интерната для слепых и слабовидящих детей им. К. К. Грота установлен памятник этому попечителю общества слепых. Памятник создан скульптором М. М. Антокольским и архитектором В. П. Цейдлером и открыт 18 октября 1906 года у старого здания интерната на Песочной улице (ныне улица Профессора Попова), а затем перенесён к новому зданию интерната. Памятник представляет собой полированную колонну из красного гранита, на которой установлен бронзовый бюст Грота, а на постаменте колонны расположена фигура сидящей девочки с книгой системы Брайля в руках.

### Дом Николая Трофимова (пр. Шаумяна, 47)
В этом доме жил Николай Николаевич Трофимов (1920—2005), актёр театра и кино, народный артист СССР.

## Пересечения
- Красногвардейская площадь
- Магнитогорская улица
- Река Охта (по мосту Шаумяна)
- Республиканская улица
- Перевозный переулок
- Заневский проспект
- Таллинская улица
- Казанская улица
- Гранитная улица